# コシャクシギ
コシャクシギ（小杓鴫、学名：Numenius minutus）は、チドリ目シギ科に分類される鳥類の一種である。

## 分布
主にロシアのシベリア地方で繁殖し、冬はニューギニア、オーストラリアへの渡りをおこない越冬する。
日本では春と秋に数少ない旅鳥として渡来する。通常は数羽単位で観察されるが、まれに何十羽もの群れで観察されることがある。西日本（特に九州地方）での観察記録が多い。

## 形態
全長約30cm。嘴は下に曲がっていてやや短めである。頭は黒褐色で淡色の眉斑と頭央線がある。体の上面は黄褐色で腰から尾は淡褐色。腹部以外には、細かい黒斑がある。
雌雄同色である。

## 生態
非繁殖期は水田等の農耕地や荒地、草原などに生息する。干潟で観察されることは稀である。本来は群れで行動するが、日本での記録では多くても数羽程度の渡来が多い。繁殖期はツンドラ地帯の草地などに生息する。
食性は主に動物食で、ハチ、アブ、バッタ等の昆虫類を好んで捕食する。植物の種子を食べることもある。
繁殖形態は卵生。繁殖時期は5-7月で、ツンドラ地帯の地表に営巣する。3-4卵を産み、雌のみが抱卵する。

## 保全状態評価
- LEAST CONCERN (IUCN Red List Ver. 3.1 (2001))
- 絶滅危惧IB類 (EN)（環境省レッドリスト）

日本への渡来数は少ないが、これは日本が渡りのコースから外れていることが主要因で、世界的に見れば普通種の部類に入る。